# Johann Fischl
Johann Fischl (7. března 1900, Tobaj – 24. prosince 1996, Štýrský Hradec) byl rakouský historik filosofie, filozof a profesor teologie na Univerzitě Štýrský Hradec, kde promoval roku 1925. Je znám jako autor pětisvazkové učebnice Dějiny filosofie (1947–1954).

## Dílo
- Christliche Weltanschauung und die Probleme der Zeit. 1946.
- Was ist der Mensch? 1948.
- Die Wahrheit unseres Denkens. 1946.
- Die Formen unseres Denkens. 1946.
- Geschichte der Philosophie. 5 Bände. Graz 1947–1954.
- als Hrsg. mit Robert Müller: Gestalt und Wirklichkeit. Festgabe für Ferdinand Weinhandl. Berlin 1967.